# Satchelliella extricata
Satchelliella extricata är en tvåvingeart som först beskrevs av Eaton 1893.  Satchelliella extricata ingår i släktet Satchelliella och familjen fjärilsmyggor. Inga underarter finns listade i Catalogue of Life.